# Riesendarmegel
Der Riesendarmegel (Fasciolopsis buski) gehört zur Gruppe der Saugwürmer.

## Vorkommen

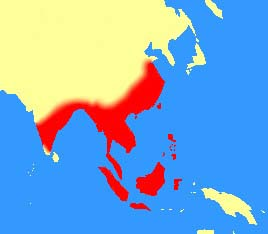
Geogr. Verbreitung F. buski

Fasciolopsis buski ist in folgenden Ländern zu finden: zentrales und südliches China, Taiwan, Vietnam, Thailand, Indien, Borneo sowie in weiteren Ländern von Südostasien. Millionen Menschen sind in diesen Ländern infiziert, vor allem in ländlichen Gebieten.

## Merkmale
Dieser Riesendarmegel kann bis zu 80 mm groß werden. Er ist ein gefährlicher Parasit von Tier und Mensch und gilt als Erreger der Fasciolopsiasis. Das Schwein gilt in manchen Gegenden der Welt als natürliches Reservoir für diesen Parasiten. Auch Hunde und Kaninchen können von ihm infiziert werden.

## Zwischenwirte
Als Zwischenwirte für den Riesendarmegel treten Lungenschnecken auf, besonders die Arten Segmentina nitidella, Segmentina hemisphaerula und Hippeutis schmackerie sowie die Gattungen Gyraulus, Lymnaea, Planorbis und Indoplanorbis. Auch die Gattung Pila (Apfelschnecken) wird von einer Quelle genannt.

## Infektion des Menschen
Der Mensch nimmt den Darmegel oral meist als Metacercarien auf, die sich in stehenden Gewässern auf zur menschlichen Ernährung bestimmten Wasserpflanzen oder Sumpfpflanzen befinden. Dazu zählen besonders die Wassernuss, die Wasserkastanie, sowie wahrscheinlich die Lotuswurzel, der Wasserspinat sowie Zizania latifolia (Mandschurischer Wildreis), dessen verpilzte Stängel auch roh als Gemüse gegessen werden.

### Diagnose
Der Parasit kann durch den Nachweis der Wurmeier im Stuhl nachgewiesen werden.

### Krankheitsverlauf/Symptome
Nach einer Inkubationszeit von bis zu drei Monaten kommt es bei einer Fasziolopsiasis zu Bauchschmerzen, Verstopfungen und Durchfällen, allergischen Reaktionen sowie Übelkeit. Gelegentlich führt diese Erkrankung auch zu Todesfällen.

### Therapie
Eine Behandlung ist mit Praziquantel möglich.

### Vorbeugung
- Erhitzen von Wasserpflanzen vor dem Verzehr
- Erhitzen von Trinkwasser aus Oberflächengewässern („Encysted cercariae exist not only on aquatic plants, but also on the surface of the water.“[1])
- Kontrolle der Abwässer von Mensch und Tier
- Kontrolle der Zwischenwirte (Schnecken)

## Zitate
- „It has been estimated that there may be 10 million people in East Asia infected with this fluke, yet its radiological identification remains unreported.“[2]
- „Water bamboo is a very popular vegetable in China. The swollen stem is sliced and eaten raw or cooked.“[3]